# Combinata nordica ai XX Giochi olimpici invernali
Nella combinata nordica ai XX Giochi olimpici invernali furono disputate tre gare, riservate agli atleti di sesso maschile: la sprint, l'individuale e la gara a squadre.
Rispetto all'edizione precedente fu introdotta una variazione nel programma: la prima prova della gara a squadre si disputò dal trampolino lungo anziché dal trampolino normale.

## Risultati

### Sprint
Presero il via 48 atleti e la prima prova disputata, il 21 febbraio, fu quella di salto. Sul trampolino K125 dello Stadio del Trampolino dalle ore 11:52 si effettuò un solo salto, con valutazione della distanza e dello stile. S'impose il tedesco Georg Hettich davanti al francese Jason Lamy-Chappuis e al finlandese Anssi Koivuranta; dodicesimo e tredicesimo furono l'austriaco Felix Gottwald e il norvegese Magnus Moan. Lo stesso giorno, dalle ore 15:00, si corse la 7,5 km di sci di fondo nella formula a inseguimento a tecnica libera, sul percorso di Pragelato Plan con un dislivello massimo di 59 m; Gottwald e Moan, autori dei primi due migliori tempi, riuscirono a risalire fino all'oro e all'argento superando Hettich, che non andò oltre il ventiseiesimo tempo.
| Posizione | Atleta              | Nazione     | Tempo    |
| --------- | ------------------- | ----------- | -------- |
| 1         | Felix Gottwald      | Austria     | 18:29,0  |
| 2         | Magnus Moan         | Norvegia    | + 0:05,4 |
| 3         | Georg Hettich       | Germania    | + 0:09,6 |
| 4         | Jason Lamy-Chappuis | Francia     | + 0:22,5 |
| 5         | Jaakko Tallus       | Finlandia   | + 0:29,1 |
| 6         | Petter Tande        | Norvegia    | + 0:30,1 |
| 7         | Björn Kircheisen    | Germania    | + 0:36,7 |
| 8         | Ronny Ackermann     | Germania    | + 0:38,7 |
| 9         | Todd Lodwick        | Stati Uniti | + 0:42,4 |
| 10        | Johnny Spillane     | Stati Uniti | + 0:46,2 |

### Individuale
Presero il via 50 atleti e la prima prova disputata, l'11 febbraio, fu quella di salto. Sul trampolino K95 dello Stadio del Trampolino dalle ore 11:00 si effettuarono due salti, con valutazione della distanza e dello stile. S'impose il tedesco Georg Hettich davanti al norvegese Petter Tande e - terzi a pari merito - al francese Jason Lamy-Chappuis e al finlandese Jaakko Tallus; nono e undicesimo furono l'altro norvegese Magnus Moan e l'austriaco Felix Gottwald. Lo stesso giorno, dalle ore 15:00, si corse la 15 km di sci di fondo a tecnica libera, sul percorso di Pragelato Plan con un dislivello massimo di 69 m; il tedesco Sebastian Haseney, autore del miglior tempo, non riuscì a colmare accumulato nella prima prova, mentre Gottwald e Moan, rispettivamente secondo e terzo, riuscirono a risalire fino all'argento e al bronzo. Hettich, diciottesimo, confermò l'oro.
| Posizione | Atleta             | Nazione     | Tempo    |
| --------- | ------------------ | ----------- | -------- |
| 1         | Georg Hettich      | Germania    | 39:44,6  |
| 2         | Felix Gottwald     | Austria     | + 0:09,8 |
| 3         | Magnus Moan        | Norvegia    | + 0:16,2 |
| 4         | Petter Tande       | Norvegia    | + 0:16,3 |
| 5         | Jaakko Tallus      | Finlandia   | + 0:17,3 |
| 6         | Sebastian Haseney  | Germania    | + 0:51,1 |
| 7         | Björn Kircheisen   | Germania    | + 1:10,5 |
| 8         | Todd Lodwick       | Stati Uniti | + 1:12,0 |
| 9         | Hannu Manninen     | Finlandia   | + 1:35,6 |
| 10        | Sergej Maslennikov | Russia      | + 1:45,6 |

### Gara a squadre
Presero il via 10 squadre nazionali e la prima prova disputata, il 15 febbraio, fu quella di salto. La gara, in programma nella sola giornata del 15, venne sospesa dalla giuria dopo il primo turno di salti per avverse condizioni atmosferiche: il secondo salto e la staffetta 4 x 5 km vennero posticipati al 16 febbraio. Sul trampolino K125 dello Stadio del Trampolino dalle ore 10:30 s'impose la Germania davanti all'Austria, alla Russia e alla Finlandia. Il 16, dalle ore 15:00, si corse la staffetta 4x5 km di sci di fondo a tecnica libera, sul percorso di Pragelato Plan con un dislivello massimo di 59 m; l'Austria marcò il miglior tempo e ottenne l'oro, mentre la Finlandia, seconda, risalì fino al bronzo. Terza fu la Svizzera, che non riuscì a colmare il divario accumulato nella prima prova, mentre la Germania con il quarto tempo scalò in seconda posizione. L'Italia non concluse la gara.
| Posizione | Nazione     | Atleti                                                                | Tempo    |
| --------- | ----------- | --------------------------------------------------------------------- | -------- |
| 1         | Austria     | Michael Gruber Christoph Bieler Felix Gottwald Mario Stecher          | 49:52,6  |
| 2         | Germania    | Björn Kircheisen Georg Hettich Ronny Ackermann Jens Gaiser            | + 0:15,3 |
| 3         | Finlandia   | Antti Kuisma Anssi Koivuranta Jaakko Tallus Hannu Manninen            | + 0:26,8 |
| 4         | Svizzera    | Ronny Heer Jan Schmid Andreas Hurschler Ivan Rieder                   | + 1:22,3 |
| 5         | Francia     | François Braud Ludovic Roux Jason Lamy-Chappuis Nicolas Bal           | + 1:32,0 |
| 6         | Giappone    | Daito Takahashi Takashi Kitamura Norihito Kobayashi Yosuke Hatakeyama | + 1:43,4 |
| 7         | Stati Uniti | Johnny Spillane Carl Van Loan Bill Demong Todd Lodwick                | + 1:59,9 |
| 8         | Rep. Ceca   | Ladislav Rygl Pavel Churavý Aleš Vodsedálek Tomáš Slavík              | + 4:05,9 |
| 9         | Russia      | Dmitrij Matveev Ivan Fesenko Anton Kamenev Sergej Maslennikov         | + 4:12,5 |

## Medagliere per nazioni
| Pos. | Paese     | Oro | Argento | Bronzo | Totale |
| ---- | --------- | --- | ------- | ------ | ------ |
| 1    | Austria   | 2   | 1       | 0      | 3      |
| 2    | Germania  | 1   | 1       | 1      | 3      |
| 3    | Norvegia  | 0   | 1       | 1      | 2      |
| 4    | Finlandia | 0   | 0       | 1      | 1      |